# Transhumanismo libertario
El transhumanismo libertario es una filosofía política que sintetiza el libertarismo y el transhumanismo. Los transhumanistas libertarios autoidentificados, como Ronald Bailey de la revista Reason y Glenn Reynolds de Instapundit, son defensores del "derecho a perfeccionamiento humano" que proponen que el mercado libre es el mejor garante de este derecho porque produce más prosperidad y libertad personal que otros sistemas económicos.

## Creencias
Los transhumanistas libertarios creen que el principio de soberanía individual es la idea más fundamental, y desde esta idea provienen el libertarismo y el transhumanismo. Son egoístas racionales y éticos que abrazan la posibilidad de utilizar las tecnologías emergentes para desarrollar las capacidades humanas, que creen provienen de la aplicación autointeresada de razón y voluntad en el contexto de libertad individual. Extienden este egoísmo racional y ético para recomendar una forma de "bioliberalismo libertario".
Como libertarios civiles fuertes, los transhumanistas mantienen que cualquier intento de limitar o suprimir el derecho afirmado al perfeccionamiento humano es una violación de los derechos y libertades civiles. Sin embargo, como libertarios económicos, también rechazan políticas públicas propuestas de tecnologías de perfeccionamiento humano que son regulados por el gobierno y asegurados, que son recomendados por transhumanistas democráticos, porque tienen miedo de que cualquier intervención estatal lleve o limite sus elecciones.
El extropianismo, la corriente más antigua del pensamiento transhumanista, definido por el filósofo Max More, incluía una interpretación libertaria del concepto del "orden espontáneo" en sus principios, que explica que una economía de mercado libre puede lograr una asignación más eficaz de los recursos sociales que cualquier economía planificada o mixta.

## Críticas
Las críticas del utopismo tecnológico de los transhumanistas libertarios incluyen  The California Ideology por Richard Barbrook y Andy Cameron y Cyberselfish: A Critical Romp Through the Terribly Libertarian Culture of High-Tech por Pauline Borsook.
El científico político Klaus-Gerd Giesen es muy crítico del transhumanismo libertario. Mientras señala que las obras del economista de la escuela austríaca Friedrich von Hayek figuran en casi todos sus listas de lecturas, Giesen propone que los transhumanistas libertarios, convencidos de las virtudes del mercado libre, recomiendan un inegalitarianismo inmutable y una meritocracia implacable que en la realidad pueden ser reducidos a un fetich biológico. Es especialmente crítico de su promoción de la eugenesia liberal de ciencia ficción, opuestos de forma virulenta a cualquier regulación política de la genética humana, donde el modelo consumista preside sobre su ideología. Giesen concluye que la desesperación de encontrar soluciones sociales y políticas a los problemas sociopolíticos actuales incita a los transhumanistas libertarios reducir todo al gen inherente, como una fantasía de la omnipotencia encontrada en el individuo, incluso si signifique la transformación del sujeto (humano) en algo nuevo (posthumano).